# Royal Norfolk Regiment
Het Royal Norfolk Regiment was tot 1959 een infanterie-regiment van het Britse leger. De voorloper ervan werd opgericht in 1685 als Henry Cornwall's Regiment of Foot. In 1751 werd het evenals de meeste andere regimenten van het Britse leger genummerd en werd het 9th Regiment of Foot genoemd.
Het werd omgedoopt tot het Norfolk Regiment in 1881 onder de zogehten Childers Reforms van het Britse leger als het provincieregiment van het graafschap Norfolk, door de fusie van het 9th (East Norfolk) Regiment of Foot samen te voegen met de plaatselijke Militia and Rifle Volunteers-bataljons.
Het regiment vocht in de Eerste Wereldoorlog aan het westelijk front en in het Midden-Oosten. Na de oorlog werd het regiment op 3 juni 1935 het Royal Norfolk Regiment. Het regiment vocht in de Tweede Wereldoorlog in actie in de Slag om Frankrijk en België in mei-juni 1940, het Verre Oosten, en vervolgens bij de landing op Normandië en daaropvolgende operaties in Noordwest-Europa.
In 1959 werd het regiment samengevoegd met het Suffolk Regiment om het 1e East Anglian Regiment (Royal Norfolk en Suffolk) te worden. Later werd dit samengevoegd met het 2nd East Anglian Regiment (Duchess of Gloucester's Own Royal Lincolnshire and Northamptonshire), het 3rd East Anglian Regiment (16th / 44th Foot) en het Royal Leicestershire Regiment om het Royal Anglian Regiment te vormen, waarvan A Company of the 1st Bataljon bekend staat als de "Royal Norfolks"" die de korpstraditie voortzetten.